# Magdalena Luther
Magdalena Luther (née le 4 mai 1529 à Wittemberg et morte le 20 septembre 1542) est le troisième enfant et la deuxième fille de Martin Luther et de sa femme Catherine de Bore. Elle est connue pour être le sujet d'une huile sur bois de Lucas Cranach l'Ancien peinte vers 1540, le Portrait de Magdalena Luther, fille du réformateur Martin Luther.

## Biographie
Elle naît à Wittenberg en 1529, troisième enfant et deuxième fille de Martin Luther et Catherine de Bore. Elle était la première fille survivante du couple, sa sœur aînée Elisabeth étant décédée à l'âge de sept mois l'année précédant sa naissance. Dans sa famille, on l'appelait Lenchen. Luther demande au théologien Nicolaus von Amsdorf d'être son parrain. Un portrait de Lucas Cranach l'Ancien la dépeint à l'âge d'environ 11 ans. Elle meurt le 20 septembre 1542 à l'âge de 13 ans après une longue maladie dans les bras de son père. Les lettres de Luther et les conversations qu'il a tenues et dont on a la trace, témoignent que la mort de l'enfant a été une période extrêmement pénible à la fois pour ses parents et pour son frère aîné Hans, finalement rappelé à la maison pour être avec sa sœur.